# Аян Садъков
Аян Фаиков Садъков е бивш български футболист, полузащитник и треньор. Легендарен състезател на Локомотив (Пловдив) и националния отбор. Рекордьор по участия във всички национални гарнитури със 172 изиграни мача. Заслужил майстор на спорта от 1985 г. Най-добре представилия се български футболист на СП-1986. Носител на Купата на Съветската армия през сезон 1982/83 с Локомотив (Пловдив).

## Биография
Роден е на 26 септември 1961 г. в Пловдив. По време на възродителния процес носи името Аньо Садков. Женен, с две деца.
През последните години от живота си страда от тежката болест амиотрофична латерална склероза. На 30 юни 2017 г. е приет в болница в Пловдив с дихателни проблеми. Умира на 1 юли 2017 г. около 14 ч. в интензивното отделение на университетската болница „Св. Георги“ в Пловдив.

## Кариера

### Кариера като футболист
Садъков е възпитаник на детско-юношеската школа на Локомотив (Пловдив). Едва на 16 години дебютира в А група през сезон 1977/78 в мач срещу Академик (Свищов) (2:1). Наложен е постепенно в първия състав на черно-белите като играе за родния си клуб в продължение на 12 сезона - до 1988/89 и носи дълго време капитанската лента. След това е трансфериран в португалския елитен Белененсеш, където играе успешно в периода 1989 – 1991. През пролетта на сезон 1991/92 се завръща в Локомотив (Пловдив) като помага на отбора на спечели бронзовите медали в шампионата. В края на състезателната си кариера е привлечен в Ботев (Пловдив) през есента на 1994 г. като записва два сезона и отново печели бронзовите медали през сезон 1994/95.
За родния си Локомотив (Пловдив) записва общо 369 мача вкарвайки в тях 153 гола (228 мача и 66 гола в А група, 122 мача и 74 гола в Б група, 15 мача и 10 гола в турнира за Купата на България и 6 мача и 3 гола в турнира за Купата на УЕФА) Има също 20 мача с 2 гола за Ботев (Пловдив) в А група. 
Носител на Купата на Съветската армия през 1982/83 и Бронзов медалист през 1991/92 с Локомотив (Пловдив). През 1994/95 също печели бронзовите медали с Ботев (Пловдив). Заслужил майстор на спорта от 1985 г. Садъков e 3-ти в класацията за Футболист на годината през 1986 г. На 8-мо място във вечната ранглиста на Локомотив (Пловдив) по изиграни мачове в А група (228) и на 5-то по отбелязани голове (66). 
Дебют за националния отбор записва на 28 октомври 1981 г. срещу Бразилия (0:3) в Порто Алегре, а последният му мач е на 26 април 1989 г. срещу Дания (0:2) в София. Садъков носи рекорда за най-много участия във всички национални гарнитури на България – общо 172 мача с 37 отбелязани гола (80 мача и 9 гола за А националния отбор в периода 1981 – 1991 г., 24 мача и 7 гола за олимпийския национален отбор, 25 мача и 6 гола за младежкия състав и 43 мача с 15 гола за юношеския тим). Участва на Световното първенство по футбол през 1986 г. в Мексико и в 4-те мача на България. Играе много силно и опазва без да получи дори жълт картон звездата на Мондиала Диего Марадона в третия мач срещу бъдещия шампион Аржентина. След края на мача по молба на Марадона си разменят фланелките. Обявен е за най-добре представилия се български футболист на шампионата  С националната фланелка успява да опази легендарни съперници като Мишел Платини, Енцо Шифо, Драган Стойкович и много други. Един от най-добрите футболисти на България през 80-те години на XX век, оставил трайна следа в националния отбор. Той е единственият футболист, който, въпреки че отборът му се състезава няколко сезона в Б група е несменяем титуляр в националния отбор.
На бенефиса си през 1984 г. Христо Бонев му предава черно-бялата фланелка с номер 8 и го обявява за свой наследник.
Садъков е изключително сърцат футболист с конструкторски качества в средата на терена. Лидер на отбора и добър реализатор.
По инициатива на Фенклуб Локомотив (Пловдив) е издигната скулптура-паметник на стадион „Локомотив“ в негова чест. Това е първата статуя на български футболист в цял ръст. Тържествено е открита на 4 декември 2018 г.

### Кариера като треньор
Като старши треньор води любимия си Локомотив (Пловдив) на два пъти –  през сезон 2005/06 като завършва 5-ти и през сезон 2008/09, когато завършва 6-ти в първенството. Балансът му като старши треньор на пловдивчани е – 26 победи, 14 равни и 23 загуби при голова разлика 87:89.
Водил е също младежкия национален отбор в периода 2010–2011 г.

## Статистика по сезони
| Сезон    | Отбор          | Първенство            | Мачове | Голове |
| -------- | -------------- | --------------------- | ------ | ------ |
| 1978/пр. | Локомотив (Пд) | А група               | 9      | 1      |
| 1978/79  | Локомотив (Пд) | А група               | 11     | 2      |
| 1979/80  | Локомотив (Пд) | А група               | 20     | 5      |
| 1980/81  | Локомотив (Пд) | Б група               | 37     | 8      |
| 1981/82  | Локомотив (Пд) | Б група               | 39     | 17     |
| 1982/83  | Локомотив (Пд) | Б група               | 31     | 14     |
| 1983/84  | Локомотив (Пд) | А група               | 24     | 10     |
| 1984/85  | Локомотив (Пд) | Б група               | 41     | 23     |
| 1985/86  | Локомотив (Пд) | А група               | 26     | 12     |
| 1986/87  | Локомотив (Пд) | А група               | 29     | 14     |
| 1987/88  | Локомотив (Пд) | А група               | 28     | 5      |
| 1988/89  | Локомотив (Пд) | А група               | 28     | 4      |
| 1989/90  | Беленензес     | Португалска Суперлига | 16     | 1      |
| 1990/91  | Беленензес     | Португалска Суперлига | 24     | 4      |
| 1991/ес. | Беленензес     | Португалска Суперлига | 8      | 2      |
| 1992/пр. | Локомотив (Пд) | А група               | 3      | 1      |
| 1992/93  | Локомотив (Пд) | А група               | 28     | 17     |
| 1993/94  | Локомотив (Пд) | А група               | 12     | 2      |
| 1994/95  | Ботев          | А група               | 7      | 1      |
| 1995/96  | Ботев          | А група               | 13     | 1      |

## Успехи
България
- Осминафиналист на Световно първенство - СП-1986

Локомотив Пловдив
- Купа на Съветската армия (1 път) – 1982/83
- Бронзов медалист (1 път) – 1991/92
- Промоция в А група (2 пъти) – (1982/83, 1984/85)

Ботев Пловдив
- Бронзов медалист (1 път) – 1994/95

Индивидуални постижения
- Заслужил майстор на спорта – 1985
- Най-добър български футболист на СП-1986